# Sant Joaquim
Sant Joaquim, segons la tradició catòlica i ortodoxa, va ser el pare de la Mare de Déu i marit de santa Anna.
Els evangelis canònics del Nou Testament no parlen en cap moment dels pares de Maria. La seva història apareix en el Protoevangeli de Jaume, un text apòcrif; allí, Joaquim és descrit com un home ric i piadós que donava béns regularment als pobres del Temple de Jerusalem. Com que la seva esposa era estèril, les autoritats religioses ordenen el sacrifici de Joaquim al considerar que l'esterilitat és un signe de descontentament de Jahvè. Joaquim llavors decidix retirar-se al desert, on practica penitència durant quaranta dies. Després d'aquell temps, uns àngels s'apareixen davant de Joaquim i Anna -qui es trobava a Jerusalem- i els prometen el naixement d'un fill. Llavors Joaquim torna amb la seva esposa.
La història de Joaquim i Anna es troba dins de la Llegenda Àuria de l'edat mitjana, i ha estat molt representada en l'art cristià, fins i tot quan el Concili de Trent va limitar la representació dels evangelis apòcrifs.
Sant Joaquim és el sant patró de nombrosos pobles a Llatinoamèrica, Espanya i les Filipines i la seva celebració és el 26 de juliol.

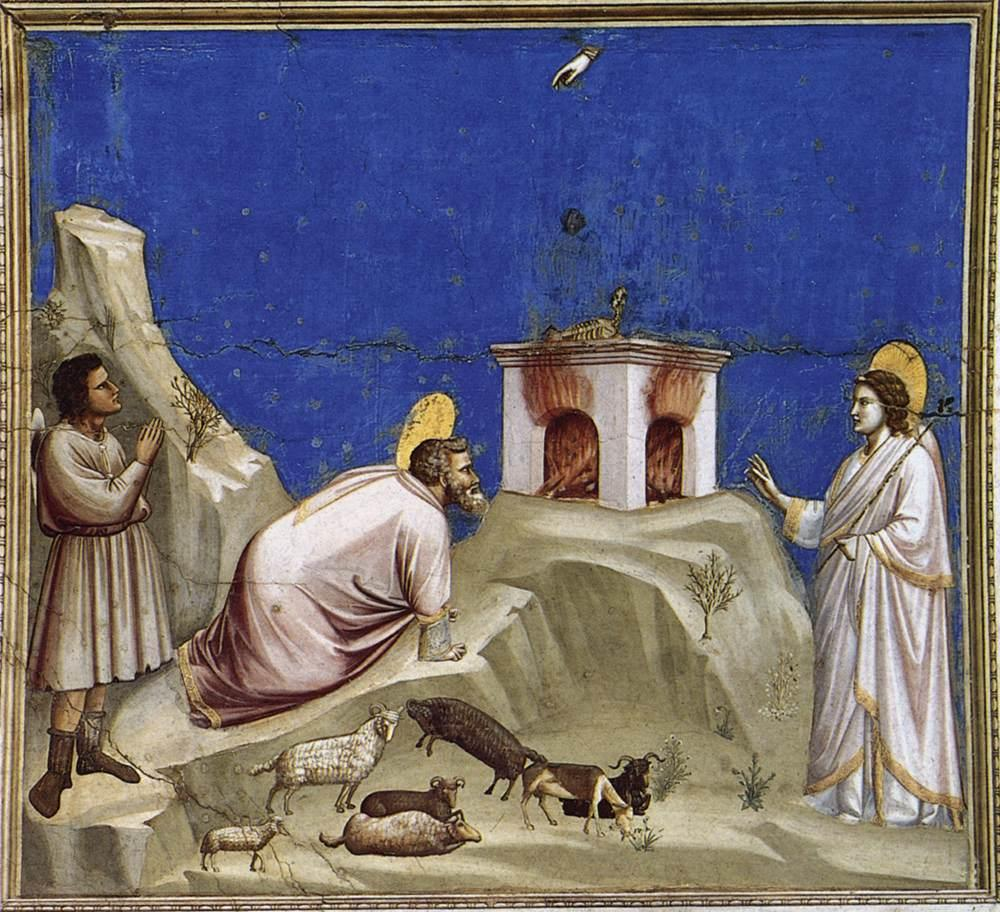
Giotto, Sacrifici de Joaquim.
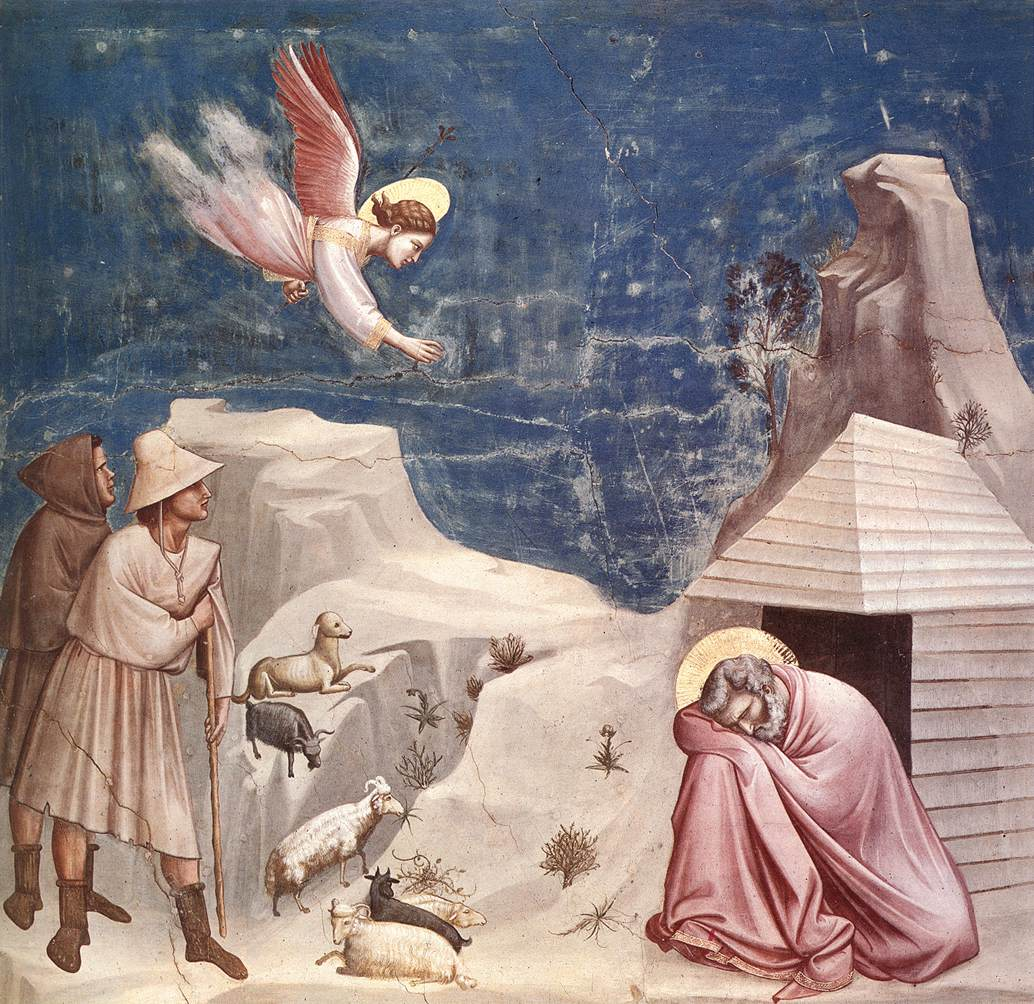
Penitència de Joaquim.
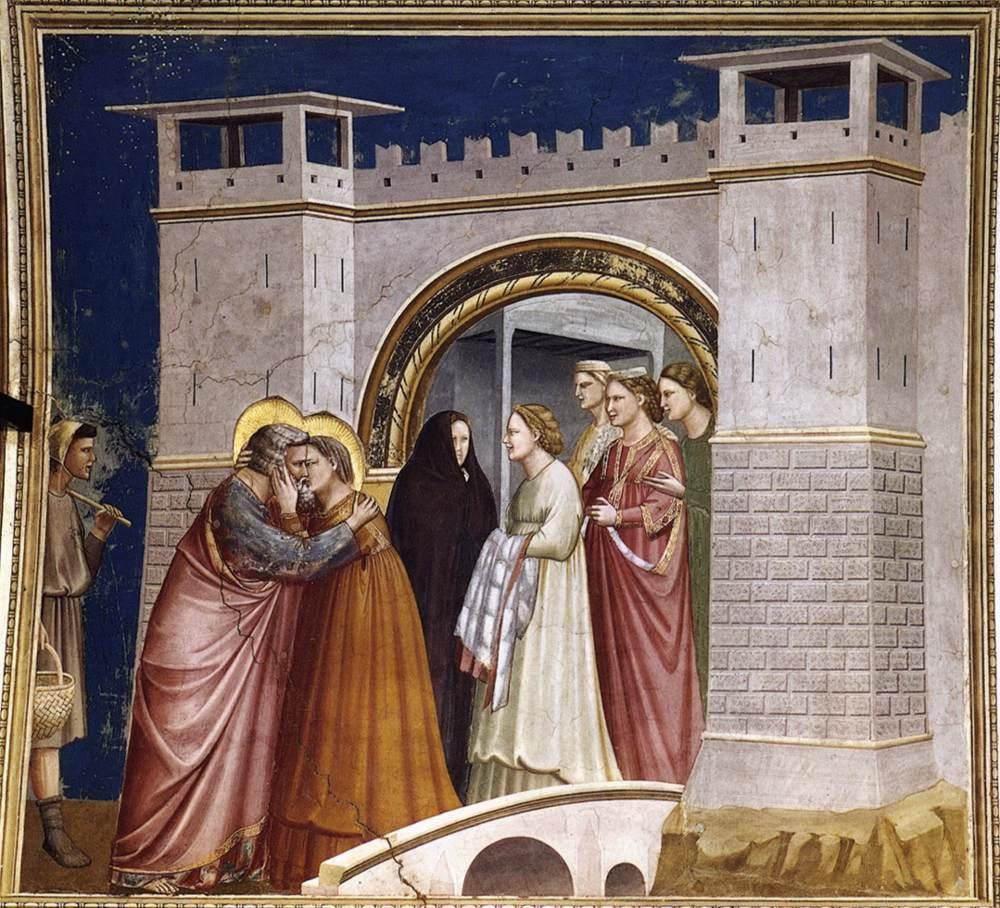
Giotto, L'encontre de Santa Anna i sant Joaquim a la Porta Daurada.
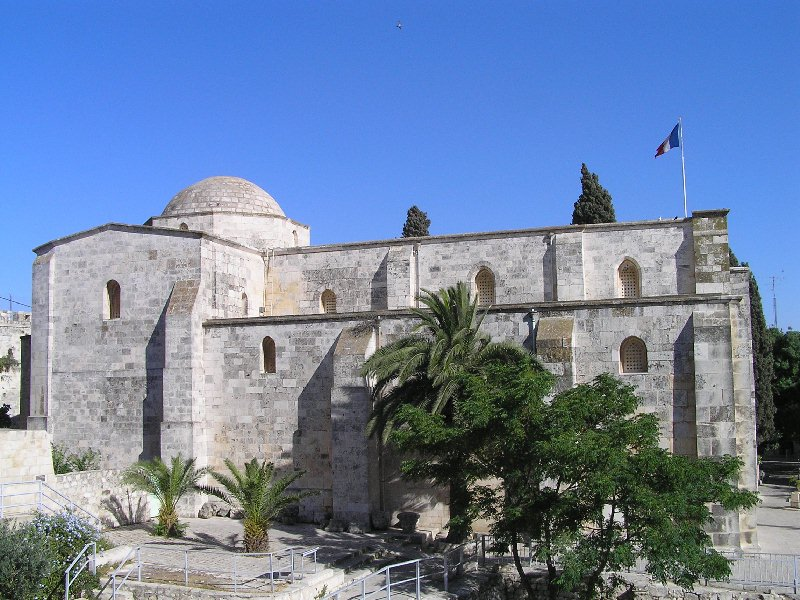
Basílica de Santa Anna, sobre la casa de Joaquim i Anna a Jerusalem.